# 바락 (이스라엘)

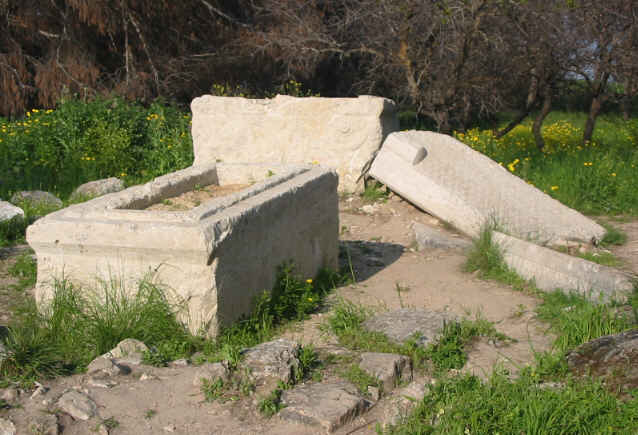
드보라 또는 바락의 무덤으로 주장되는 텔 카데시 주변의 무덤

바락(Barak)은 고대 이스라엘의 통치자이다. 판관기에 언급되는 군지휘자인 바락은 이스라엘의 제4대 사사이자 선지자인 드보라와 함께 시스라가 주도한 가나안 군대를 무찔렀다.

## 배경
납달리 케데스 출신인 아비노암의 아들인, 바락의 어머니는 베냐민 출신이다. 그의 이야기는 판관기 4장과 5장에 언급된다.